# Машина Зенона
В математике и информатике Машина Зенона (иногда сокращаемая до ЗМ, также называемая ускоренной машиной Тьюринга) — это гипотетическая компьютерная модель, связанная с машиной Тьюринга, которая способна совершить счётное количество алгоритмических шагов за конечное время. В большинстве моделей вычислений такие машины не рассматриваются.
Более строго, машиной Зенона называется такая машина Тьюринга, которой требуется 2−n единиц времени для совершения n-го шага. Таким образом, первый шаг требует 0,5 единицы времени, второй — 0,25, третий — 0,125 и так далее, так что за единицу времени совершается бесконечное количество шагов.
Идея машины Зенона впервые обсуждалась Германом Вейлем в 1927 году. Своё название она получила в честь апорий древнегреческого философа Зенона Элейского. Такие машины играют ключевую роль в некоторых теориях. К примеру, теория точки Омега, разработанная Франком Типплером, верна, только если машина Зенона может существовать.

## Машина Зенона и вычислимость
Некоторые функции, которые не могут быть вычислены на машине Тьюринга, могут быть вычислены с использованием машины Зенона. Например, на ней может быть решена проблема остановки (что иллюстрируется следующим псевдокодом):
```
начало программы
 
  записать 0 в первую ячейку на ленте;
  
начало цикла

    смоделировать очередной шаг работы данной машины Тьюринга на данном входе;
    
если
 машина Тьюринга остановилась, 
то
 записать 1 в первую ячейку на ленте и 
прервать цикл
;
  
конец цикла

конец программы
```

Такие вычисления, выходящие за рамки возможности машины Тьюринга, называются гипервычислениями.
Стоит заметить, что проблема остановки для самой машины Зенона не может быть решена на машине Зенона (Potgieter, 2006).